# Период на периодичната система
Периодът на периодичната система в химията представляват хоризонталните редове на химичните елементи, започващи с алкален и завършващи с благороден елемент. С увеличаване на поредния номер на елементите свойствата им закономерно се променят. Първите три периода са малки, 4-тият, 5-ият и 6-ият са големи, а седмият е незавършен. Малките периоди съдържат елементи, разположени на един хоризонтален ред, а големите периоди съдържат елементи, разположени на два хоризонтални реда.
Всеки период започва с изграждането на нов електронен слой, т.е. периодът показва колко електронни слоя има даден химичен елемент.